# Alfred Bielewicz
Alfred Eugeniusz Bielewicz (ur. 8 listopada 1941 w Strapieliszkach) – polski lekarz i polityk, poseł na Sejm X kadencji.

## Życiorys
Ukończył w 1965 studia na Akademii Medycznej w Poznaniu, uzyskując tytuł zawodowy lekarza medycyny. Posiada specjalizację I stopnia z zakresu chirurgii ogólnej, oraz II stopnia z zakresu anestezjologii i intensywnej terapii. Praktykował w Świebodzinie, z którym był związany przez szereg lat, pełniąc m.in. obowiązki ordynatora oddziału intensywnej opieki medycznej w szpitalu rejonowym.
Od 1985 należał do Stronnictwa Demokratycznego, wiceprzewodniczącym jego koła w Świebodzinie i członkiem Plenum Wojewódzkiego Komitetu. Radny Wojewódzkiej Rady Narodowej w Zielonej Górze. W 1989 uzyskał mandat posła na Sejm kontraktowy w okręgu zielonogórskim. Zasiadał w Komisji Zdrowia, Komisji Nadzwyczajnej do rozpatrzenia projektu ustawy o ochronie prawnej dziecka poczętego, których był zastępcą przewodniczącego oraz w Komisji Młodzieży, Kultury Fizycznej i Sportu i Komisji Ochrony Środowiska, Zasobów Naturalnych i Leśnictwa.
W 1991 nie ubiegał się o reelekcję. W 2002 z lokalnego komitetu kandydował bez powodzenia do rady powiatu świebodzińskiego.
W 1986 odznaczony Srebrnym Krzyżem Zasługi.